# Olympique Lyonnais 1982-1983
Questa voce raccoglie le informazioni riguardanti l'Olympique Lyonnais nelle competizioni ufficiali della stagione 1982-1983.

## Maglie e sponsor
Lo sponsor tecnico per la stagione 1982-1983 è Puma, mentre lo sponsor ufficiale è Carrefour
| Manica sinistra · Manica sinistra · Maglietta · Maglietta · Manica destra · Manica destra · Pantaloncini · Calzettoni |

## Rosa
| N. |                       | Ruolo | Calciatore             |
| -- | --------------------- | ----- | ---------------------- |
|    | Francia (bandiera)    | P     | Jean-Michel Raymond    |
|    | Jugoslavia (bandiera) | P     | Slobodan Topalović     |
|    | Francia (bandiera)    | D     | Jean-François Domergue |
|    | Francia (bandiera)    | D     | Éric Guichard          |
|    | Francia (bandiera)    | D     | Philippe Millot        |
|    | Camerun (bandiera)    | D     | Jean-Jacques Nono      |
|    | Francia (bandiera)    | D     | Alain Olio             |
|    | Francia (bandiera)    | D     | Philippe Vargoz        |
|    | Francia (bandiera)    | D     | Henri Zambelli         |
|    | Francia (bandiera)    | C     | René Bocchi            |

| N. |                       | Ruolo | Calciatore           |
| -- | --------------------- | ----- | -------------------- |
|    | Francia (bandiera)    | C     | Serge Chiesa         |
|    | Francia (bandiera)    | C     | Jean-Louis Desvignes |
|    | Francia (bandiera)    | C     | Laurent Fournier     |
|    | Francia (bandiera)    | C     | Joël Fréchet         |
|    | Francia (bandiera)    | C     | Denis Gagneux        |
|    | Francia (bandiera)    | A     | Albert Emon          |
|    | Francia (bandiera)    | A     | Philippe N'Dioro     |
|    | Jugoslavia (bandiera) | A     | Simo Nikolić         |
|    | Francia (bandiera)    | A     | José Pasqualetti     |
|    | Francia (bandiera)    | A     | Eric Spadiny         |

## Statistiche

### Andamento in campionato
| Giornata  | 1  | 2  | 3  | 4 | 5 | 6 | 7  | 8  | 9  | 10 | 11 | 12 | 13 | 14 | 15 | 16 | 17 | 18 | 19 | 20 | 21 | 22 | 23 | 24 | 25 | 26 | 27 | 28 | 29 | 30 | 31 | 32 | 33 | 34 | 35 | 36 | 37 | 38 |
| --------- | -- | -- | -- | - | - | - | -- | -- | -- | -- | -- | -- | -- | -- | -- | -- | -- | -- | -- | -- | -- | -- | -- | -- | -- | -- | -- | -- | -- | -- | -- | -- | -- | -- | -- | -- | -- | -- |
| Luogo     | C  | T  | C  | T | C | T | C  | T  | C  | T  | C  | T  | C  | C  | T  | C  | T  | C  | T  | C  | T  | C  | T  | C  | T  | C  | T  | C  | T  | C  | T  | T  | C  | T  | C  | T  | C  | T  |
| Risultato | N  | P  | V  | N | V | P | P  | P  | N  | P  | V  | P  | P  | V  | N  | N  | P  | V  | N  | P  | P  | V  | P  | P  | P  | V  | P  | P  | P  | V  | P  | P  | V  | P  | V  | P  | V  | P  |
| Posizione | 12 | 14 | 10 | 8 | 6 | 9 | 11 | 15 | 15 | 19 | 14 | 15 | 19 | 16 | 15 | 15 | 16 | 14 | 15 | 18 | 18 | 16 | 19 | 19 | 20 | 19 | 20 | 20 | 20 | 20 | 20 | 20 | 20 | 20 | 19 | 19 | 19 | 19 |

Fonte:  France » Ligue 1 1982/1983 » Schedule, su worldfootball.net.
Legenda:

Luogo: C = Casa; T = Trasferta. Risultato: V = Vittoria; N = Pareggio; P = Sconfitta.